# Oración a Isis
La Oración a Isis es una pintura del pintor español Luis Ricardo Falero, realizada en 1883. La obra se encuentra actualmente en Leicester, Reino Unido.

## Descripción
La pintura está ambientada en el Antiguo Egipto y representa a una sacerdotisa egipcia tocando un arpa, entonando una oración a la diosa Isis, acompañada por una niña que sostiene dos sistros. Ambas están de perfil, totalmente desnudas y se encuentran en la azotea de un templo. La sacerdotisa se encuentra arrodillada sobre un pedestal al lado de una escalera que presenta jeroglíficos tallados. Al fondo se pueden ver los edificios de una ciudad egipcia y un límpido cielo crepuscular.
El cuadro pertenece al movimiento pictórico del Orientalismo, muy de moda en la segunda mitad del siglo XIX. De hecho, Luis Ricardo Falero fue un artista conocido por sus sensuales figuras femeninas, a menudo en estado de desnudez, inmersas en temas esotéricos u orientalistas. 